# Slochteren
Slochteren (anhörenⓘ) (Gronings Slochter) ist ein Ort und eine ehemalige Gemeinde in der Provinz Groningen im Norden der Niederlande.
Die Gemeinde setzte sich aus folgenden Dörfern zusammen: Froombosch, Harkstede, Hellum, Kolham, Lageland, Luddeweer, Overschild, Scharmer, Schildwolde, Siddeburen, Slochteren, Steendam, Tjuchem, Woudbloem.
Der namengebende Gemeindeteil Slochteren liegt auf einem Sandrücken, auf dem auch Kohlham, Schildwolde, Hellum und Siddeburen liegen. Trotz seiner strategisch guten Lage  auf dem Weg von Groningen (Stadt) nach Appingedam zur Nordsee und via Winschoten nach Deutschland ist Slochteren immer ein agrarisches Dorf geblieben.

## Geschichte
Der Name Slochteren wird zum ersten Mal 1169 als Slochtra genannt und bedeutete wahrscheinlich 'tief gelegenes Gebiet'. Viele Dorfnamen weisen noch heute auf das Aussehen des Gebietes in früherer Zeit. Wold, Woud, Bosch deutet an, dass es sich um ein bewaldetes Gebiet gehandelt haben muss, allerdings eher mit Strauchgewächsen und Weichholzarten Weiden, Gemeine Hasel, Eschen und Vogelbeere. Dazwischen immer wieder auch einmal aufragende Baumriesen wie Eichen und Buchen.
Die frühen Einwohner des Gebietes waren sicher friesischen Ursprungs. Allerdings kann vermutet werden, dass die heutige Einwohnerschaft nur zum Teil von diesen Menschen abstammt. Es wird vermutet, dass um das Jahr 400 Sachsen in das Gebiet einfielen und einen großen Teil der Friesen verjagten, bzw. unterwarfen. Zwar ist das Niederländische offizielle Amtssprache, aber die Alteingesessenen sprechen fast ausschließlich Grunnings oder Gronings, einen altsächsischen Dialekt. Das Friesische starb mit dem zunehmenden Einfluss der sächsischen Stadt Groningen im Mittelalter aus. Somit kann man davon ausgehen, dass die heutigen Einwohner eine Mischung aus Sachsen und Friesen sind.
Als die Niederlande im 8. Jahrhundert christianisiert und gegen das Jahr 800 in Bistümer aufgeteilt wurden, kamen die Ommelanden, „die Umlande“ der Stadt Groningen, wozu auch Slochteren gehört, zum Bistum Münster. Im ganzen Mittelalter blieb die Gegend frei von adeligen Herren. Das hieß für die Dörfer, sie konnten sich in vielen Bereichen selbst verwalten und waren von „ihren“ Bischöfen lange nicht so abhängig wie andere Gebiete von dem herrschenden Grafen.
Jede der kleinen Einheiten hatte ihre eigene, doch nicht sehr unterschiedliche  Rechtsprechung. Die ältesten erhalten gebliebenen Gesetzbücher sind der Fivelinger Codex und der Hunsinger Codex, beide in Altfriesisch geschrieben. Später wurden all diese kleinen Einheiten im Ommelander Landrecht vereint. In jedem Gebiet gab es einen „Gerichtsstuhl“, wo  jeder, der eine bestimmte Menge Land besaß, anteilig Stimmrecht besaß. Jedes Jahr sprach einer der Bauern Recht. Die Abfolge wechselte jedes Jahr und wurde von der Lage der Höfe bestimmt. Bauernhöfe, die dieses Recht besaßen, hießen „edle Steinherde“ (edele heerd). Durch Erbe, Heirat und Kauf gelangten  die Rechte langsam in die Hände einer kleinen Schicht, die sich später Jonkers nannte. Diese Junker besaßen manchmal soviel Anteile an einem Rechtsstuhl, dass sie permanent Recht sprechen konnten.
Mit zunehmendem Reichtum dieser Schicht wollten deren Mitglieder ihre Güter auch immer besser gesichert wissen. Also bauten sie Steinhäuser. Schon ab dem 13. Jahrhundert wurden zunehmend sogenannte Borgen gebaut. Nach 1500 verloren diese Burgen ihre Verteidigungsfunktion, bekamen immer mehr den Charakter von Landhäusern und wurden die Wohnsitze des Landadels. Diese Herren schwangen sich zunehmend zum Herrscher über „ihre“ Dörfer auf und bedeuteten für die einfache Bevölkerung oft viel Elend durch die oft ausufernden Streitigkeiten zwischen den Herren in ihren „Borgen“.
Die in fast allen Dörfer bestehenden Klöster organisierten schon früh die Wasserwirtschaft. Da sie über großen Grundbesitz verfügten, hatten sie auch entsprechenden Einfluss. 1595, so wurde berechnet, hatten die Klöster einen Landbesitz von 36.000 Hektar.
Unter Philipps II., dem Nachfolger von Karl V., konnte sich Mitte des 16. Jahrhunderts der Protestantismus durchsetzen. Die Besetzung der Stadt Groningen durch die Spanier bedeutete für die Ommelanden schwere Plünderungen und gewalttätige Übergriffe auf die Bevölkerung, der hohe Steuern abgepresst wurden.
1594 müssen sich die Stadt Groningen und das Ommeland zur Provinz zusammenschließen und sich als 7. Provinz dem Vereinigten Niederlande anschließen. In den Ommelanden kann sich der Landadel immer mehr etablieren. In Slochteren ist das die Familie Thomassen à Theussink van der Hoop thoe Slochteren, die in der Fraeylamaborg wohnt.
Während der französischen Besetzung wird das Gebiet 1811 in drei Gemeinden eingeteilt: Siddeburen, Slochteren und Harkstede. Schon 1821 und 1826 werden Harkstede und Siddeburen ebenfalls zu Slochteren eingemeindet.
Somit ist verständlich, dass die weitere Geschichte Slochterens eng mit der Geschichte der einzelnen Dörfer verbunden ist.

## Sehenswürdigkeiten

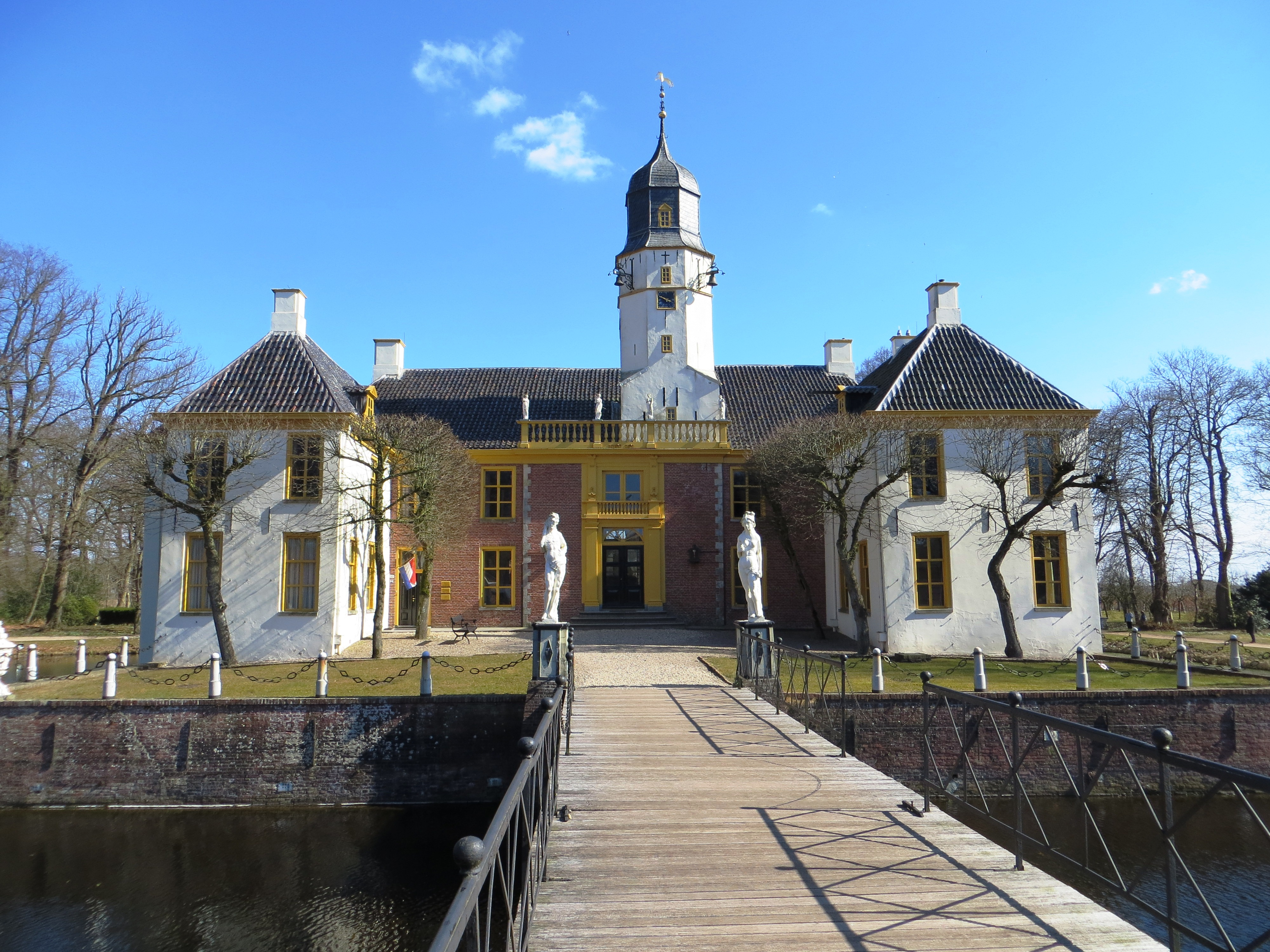
Fraeylemaborg in Slochteren

- Fraeylemaborg in Slochteren, ein typisches Herrenhaus inmitten eines Landgutes von 25 ha. Das Herrenhaus kann besichtigt werden, der angeschlossene Park im englischen Stil ist der Öffentlichkeit zugänglich.
- Die „Westerpolder“ mit offenen Wasserflächen und einige weitere kleinere Naturschutzgebiete zeigen die typische Flora und Fauna des Gebiets.
- Die Kirche Harkstede mit der von Arp Schnitger gebauten Orgel.
- Internationale Polizeimützensammlung

## Industrie
Die Provinz Groningen ist eine agrarische Provinz. Die zwei Fabriken, die es einmal in Slochteren gab, hatten beide mit dem Landbau zu tun: eine Kartoffelmehlfabrik in Woudbloem, die 1904 gebaut wurde, und eine Milchfabrik, die 1893 gegründet worden war. Beide sind inzwischen wieder verschwunden.
Bekannt wurde Slochteren erst 1959, als dort Europas größte Erdgasblase gefunden wurde, und zwar beim Dorf Kolham. Am 22. Juli 1959 begann die Gasgewinnung. Die deutsche Bundesregierung ließ prüfen, ob sich das Gasfeld auch auf deutsches Territorium ausdehnt – dem ist aber nicht so. Das Erdgas wurde durch die Nederlandse Aardolie Maatschappij (NAM) (Niederländische Erdölgesellschaft) gefördert und durch die Nederlandse Gasunie (Niederländische Gasunion) als Netzbetreiber weitergeleitet. Die Erdgasgewinnung endete am 1. Oktober 2023.
Die Erdgasförderung hatte und hat große Auswirkungen auf die ganze Region. Die NAM untersucht jährlich die Absenkung des Gebiets. Seit Bohrbeginn sind das 21 cm im Senkungstrichter und 11 cm am Rand. Die maximale Absenkung des Bodens wird auf 45 cm prognostiziert. Häuser im Trichter haben unter dieser Senkung wenig zu leiden, während Besitzer von Häusern „auf dem Rand“ häufig schon jetzt mit enormen Schäden zu kämpfen haben.
Eine weitere Einnahmequelle ist die Landwirtschaft. Milchviehhaltung hat sich auch in Slochteren zur Hochleistungsindustrie entwickelt. So wurden nach einer Statistik des CBS (Central Bureau voor Statistiek, Niederländisches Amt für Statistik) 2002 ca. 180.000 Kühe in Groningen gehalten, wovon auch ein paar in Slochteren zu finden sein dürften. (Federvieh: 5.900.000 Stück)

## Gemeinderat
| Partei                      | Sitze | Sitze | Sitze | Sitze |
| Partei                      | 2002  | 2006  | 2010  | 2014  |
| --------------------------- | ----- | ----- | ----- | ----- |
| Gemeentebelangen Slochteren | 3     | 3     | 3     | 4     |
| ChristenUnie                | 2     | 2     | 3     | 3     |
| GroenLinks                  | 1     | 1     | 2     | 3     |
| D66                         | 1     | 1     | 2     | 3     |
| PvdA                        | 3     | 5     | 4     | 3     |
| CDA                         | 2     | 2     | 2     | 2     |
| VVD                         | 3     | 2     | 3     | 2     |
| Algemeen Belang             | 3     | —     | —     | —     |
| Gesamt                      | 15    | 15    | 17    | 17    |